# 前頭葉徴候
前頭葉徴候(ぜんとうようちょうこう)とは前頭葉の障害で認められる症状である。前頭葉機能検査（FAB）などで評価されることも多い。

## 障害の分類
人格の変容
前頭葉の障害によって人格が変容することがある。典型的には日常的には無感情であるが、不意に感情を爆発させる、周囲に理解されないが自分では冗談のつもりでやっている異常な言動、やたらと自慢したがる傾向、丁寧であっても紋切り型で心のこもっていない態度などが特徴的とされている。
遂行機能障害
遂行機能、すなわち大量の情報を取捨選択し試行錯誤しながら長期的な目的をめざして日常的な課題をこなしていく能力が乏しくなる。具体的には計画を練ったり、定職に就き続けるための能力が乏しくなるということである。神経心理学の検査ではウィスコンシンカード分類課題、ハノイの塔、BADSなどで限定的に評価することができる。
記憶障害
主にワーキングメモリーの障害がおこる。前頭極がワーキングメモリーを利用した下位作業の監督に関与していると考えられている。
抑うつ
注意障害
異常反射
| 反射名           | 英語                   | 内容 |
| ---------------- | ---------------------- | --- |
| 把握反射         | grasping reflex        | 手掌を軽く擦ると手指が屈曲する。日常場面では掌に触れた物を勝手に握ってしまい、 離さない、握らないようにしようと思っても意思に反して握ってしまい、時には本人自身が意図的に反対の手で離そうとする。前頭葉内側面損傷により、対側手に出現する。 |
| 手探り反射       | groping reflex         | 眼前に物をみせると手探りで取ろうとする。 |
| 吸引反射         | sucking reflex         | 口を軽く開かせ、口唇、口角をこすると口をとがらせる。 |
| 手掌おとがい反射 | palmomental reflex     | 母指球を軽く擦ると同側の頤の筋肉が収縮する。 |
| 緊張性足底反射   | tonic planter reflex   | 足の裏をおすと足趾が底屈しそれが持続する。 |
| 交差屈曲反射     | crossed flexion reflex | 下肢または上肢を受動的に曲げると対側も曲がる。 |
| クラル現象       |                        | 運動の保続、肘の曲げ伸ばしといった拮抗運動を受動的に行うと、受動運動停止後も持続する。 |
| カタレプシー     |                        | 疲労することなく一定の姿勢を保持する。上肢を受動的に挙上すると挙上したままとなる |

本能性把握
把握反射とは別の独立した症候で、手の部位を問わず、手を刺激されると、手を刺激のほうへ向け、その刺激を把握しようとする一連の運動である。本能性把握では、 指全体で対象を包もうとする動き (closing reac-tion)、指先に加えられた刺激に接触しようとする動き、次いでそれを取り込もうとする小さな把握と伸展の動きが繰り返され (climbing movement)、その結果、手掌中心部に持ち込まれた刺激対象が把握される (final grip)。
前頭葉性失調
拮抗筋制御の変化
尿失禁がおこる。
失語
ブローカー野や補足運動野の障害で失語が起こる。
半側空間無視
自発性の低下
嗅覚異常